# TCDD 46 001–025
Die Schlepptenderlokomotiven der Baureihe 46001 (auch als 46.001 bezeichnet) der Türkischen Staatsbahn (TCDD)  gehörten zu den ersten Neubeschaffungen für die türkischen Eisenbahnen nach der Gründung der Republik im Jahr 1923 durch Mustafa Kemal Atatürk. Sie waren als Lokomotiven für Personenzüge konzipiert, waren aber auch für den Schnellzugdienst vorgesehen. Die TCDD bespannte mit ihnen bis zur Beschaffung schnellerer Lokomotiven der Reihe TCDD 46 051–061 unter anderem den Taurus-Express.

## Geschichte
Nach der Gründung der Republik übernahm der türkische Staat die bislang von verschiedenen privaten Unternehmen betriebenen Strecken schrittweise in eigenen Besitz und Betrieb. Zunächst wurden 1924 die Anatolische Eisenbahn (CFOA) und die mit der CFOA verbundenen Streckenabschnitte der Bagdadbahn übernommen, aus denen dann 1927 die heutige TCDD gebildet wurde. Noch durch die Bagdadbahn wurde in Deutschland bei Henschel eine erste Serie neuer Schlepptenderlokomotiven für den Personen- und Schnellzugdienst mit der Achsfolge 2’D bestellt. Henschel lieferte 1927 zehn Exemplare, die noch mit den CFOA-Betriebsnummern 551 bis 560 bestellt, aber bereits mit den neuen TCDD-Betriebsnummern 46001 bis 46010 in Betrieb genommen wurden. Sie übernahmen den Schnellzugverkehr zwischen Istanbul und der neuen Hauptstadt Ankara sowie den Taurus-Express und sorgten durch ihre Leistungsfähigkeit für eine deutliche Beschleunigung. Die Fahrtzeit zwischen den beiden wichtigsten türkischen Städten reduzierte sich von 14 auf 11 Stunden. Von 1932 bis 1935 folgten weitere 15 Maschinen, neun von Henschel und sechs von Krupp.
Ab 1937 erhielten die Lokomotiven erste Konkurrenz durch die in diesem Jahr von der TCDD beschafften Mikados der Reihe 46 051–061. Diese Lokomotiven verdrängten dank ihrer höheren zulässigen Geschwindigkeit von 100 km/h die 46 001–025 von den wichtigsten Leistungen. Sie wurden dennoch weiterhin vor Expresszügen im zu dieser Zeit umfangreich wachsenden TCDD-Netz eingesetzt. Erst mit dem zunehmenden Einsatz von Diesellokomotiven in den 1960er Jahren wurden die Lokomotiven allmählich in weniger wichtigen Verkehren eingesetzt. So bespannten sie bis Mitte der 1970er Jahre Expresszüge zwischen dem Bahnhof Istanbul Haydarpaşa und Adapazarı. In den Folgejahren wanderten sie allmählich in Güterzugdienste und andere nachgeordnete Einsätze ab. 1986 waren noch drei Maschinen im Bauzugdienst und als Rangierlokomotiven eingesetzt, zwei in Çerkezköy und eine in Mersin, weitere standen abgestellt. Offiziell endete der Dampfbetrieb der TCDD in diesem Jahr, bis etwa 1990 wurden einzelne Lokomotiven aber noch eingesetzt.

## Technische Merkmale
Die Lokomotiven der Reihe 46001 wurden gerne als „verlängerte Preußische P 8“ bezeichnet, da sie optisch einer um eine Kuppelachse verlängerten P 8 ähneln und auch sonst viele Merkmale von Lokomotiven der Preußischen Staatsbahnen aufweisen. Henschel griff bei der Konstruktion allerdings auch auf andere preußische Lokomotivtypen zurück. Der Kessel wurde in verlängerter Form von der G 10 übernommen, bei der er wiederum von der P 8 abgeleitet worden war. Er erhielt je einen Dampf- und Reglerdom sowie zwei Sandkästen. Ab 1933 wurden auch die TCDD 57 001–027 mit diesem für die 46001 entwickelten Kessel ausgestattet. Ebenfalls der G 10 entstammen die Dampfzylinder sowie Kreuzkopf und Gleitbahnen. Die Kuppelräder mitsamt Lagerung und Tragfedern sowie das vordere Drehgestell wurden von der T 18 übernommen. Mit ihrem Treibraddurchmesser von 1.650 Millimetern sind sie als Gebirgs-Schnellzuglokomotiven einzustufen. Dem vorgesehenen Einsatzgebiet auf den steigungsreichen anatolischen Strecken geschuldet war die Ausrüstung mit einer Riggenbach-Gegendruckbremse. Außerdem erhielten die Lokomotiven Speisewasser-Vorwärmer.
Die erste, 1927 gelieferte Serie unterscheidet sich äußerlich von den Lokomotiven der zweiten Serie ab 1932. Letztere erhielten große Windleitbleche und etwas höher liegende Umlaufbleche um den Kessel. Außerdem wurden je ein Dom und ein Sandkasten auf dem Kesselscheitel unter einer gemeinsamen Verkleidung zusammengefasst.

## Erhaltene Lokomotiven
Erhalten blieben bislang drei Exemplare, zwei im Eisenbahnmuseum Çamlık bei Izmir und eine in Halkalı bei Istanbul.